# 岡山運輸支局

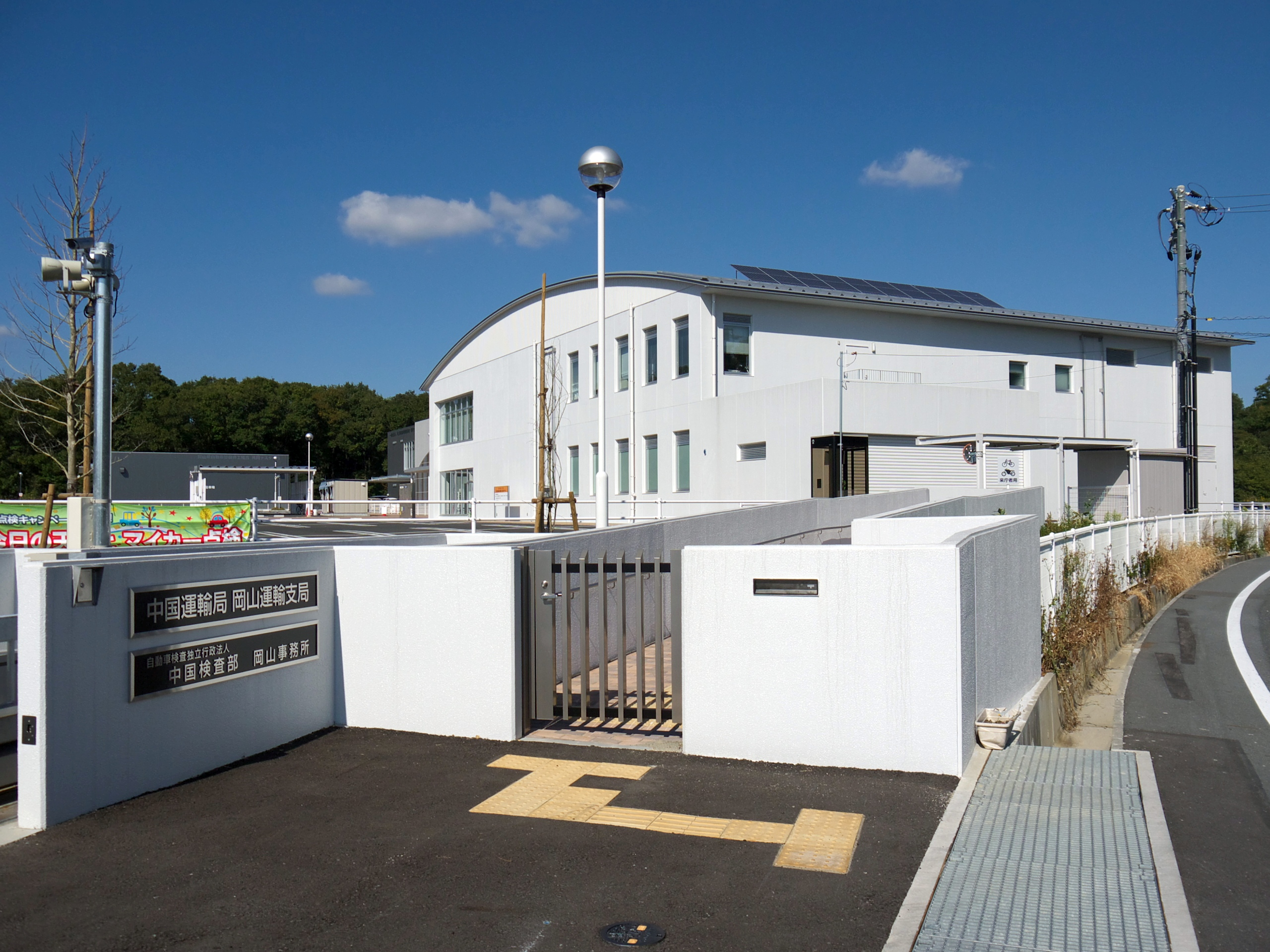
岡山運輸支局本庁舎

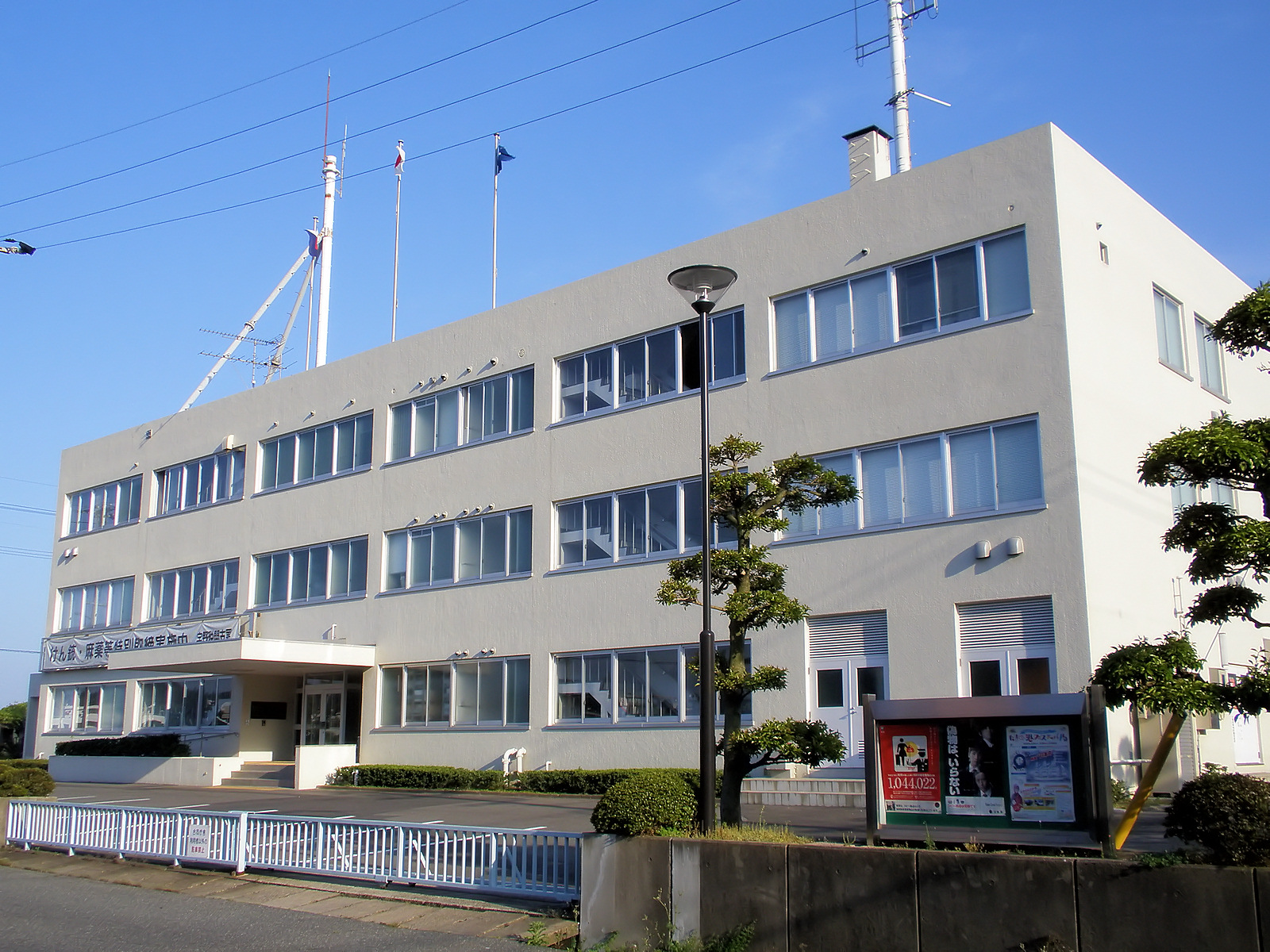
岡山運輸支局玉野庁舎

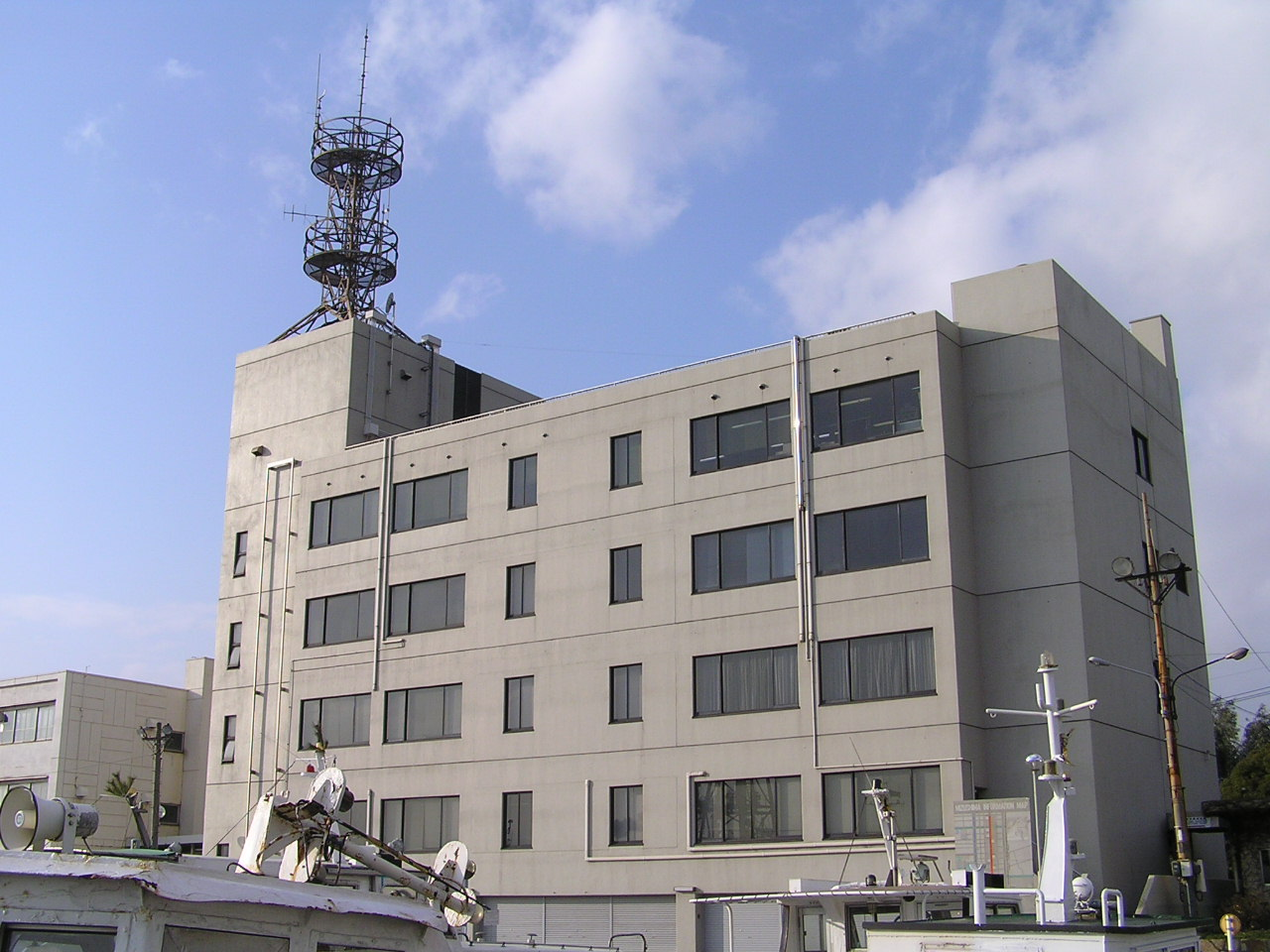
水島海事事務所

岡山運輸支局（おかやまうんゆしきょく）は、国土交通省の46県にある中国運輸局管内の運輸支局のひとつ。陸運部門と海事部門で所在地が異なる。傘下に1箇所の海事事務所を置く。

## 岡山運輸支局

### 本庁舎（陸運部門）
本庁舎は鉄筋2階建て延べ1840m2、1階は登録や検査の窓口、2階は輸送監査部門などがある。
隣接する岡山県自動車会館には、岡山県自動車整備振興会、岡山県備前県民局税務部分室、岡山県バス協会、岡山県レンタカー協会など12団体が入居している。
敷地内には、自動車技術総合機構中国検査部岡山事務所の自動車検査場（地上1階地下1階延べ2395m2）がある。
ここで交付されるナンバープレートは「岡山」ナンバーと、2006年10月から一部地域にはご当地ナンバーとして「倉敷」ナンバーが交付される。なお、1988年（昭和63年）以前に交付されていたナンバープレートは｢岡｣ナンバーであった。
- 所在地：岡山県岡山市北区富吉5301-5
- 管轄区域：岡山県全域
- 「倉敷」ナンバー対象地域：倉敷市、笠岡市、井原市、浅口市、浅口郡里庄町、小田郡矢掛町）

### 玉野庁舎（海事部門）
- 所在地：岡山県玉野市宇野1-8-2 玉野港湾合同庁舎
- 管轄区域：岡山県（水島海事事務所の管轄区域を除く）

## 水島海事事務所
- 所在地：岡山県倉敷市水島福崎町2-15 水島港湾合同庁舎
- 管轄区域：岡山県西部（倉敷市、笠岡市、井原市、総社市、都窪郡、浅口郡、小田郡）

## 歴史
岡山運輸支局は1964年、現在の岡山市藤原（現在の中区）に岡山陸運局として開設。
2015年5月7日、施設の老朽化などに伴って同市北区富吉の岡山リサーチパーク内の新庁舎に移転。用地取得を含め、新庁舎と検査場の建設費は約21億円、大型マルチテスタが中四国地方で初めて導入された。
2003年には建設が決まり、土地取得も済ませていたが、国が「緊急を要さない」との理由で2010～12年度は建設費の予算要求を認められず、13年度に予算が成立し着工したという経緯がある。